# Pentaclethra macroloba
Pentaclethra macroloba é uma árvore de tronco cilíndrico que pode chegar aos 14 metros. É fonte de óleos, taninos e lenha. É comummente chamada pracaxi. Pode ser encontrada nos igapós do estuário amazónico.